# Robert Sobera
Robert Sobera (* 19. Januar 1991 in Breslau) ist ein polnischer Leichtathlet, der sich auf den Stabhochsprung spezialisiert hat und in dieser Disziplin 2016 Europameister wurde.

## Sportliche Laufbahn
Erste internationale Erfahrungen sammelte Sobera bei den Junioreneuropameisterschaften 2009 in Novi Sad, wo er sich zwar für das Finale qualifizierte, dann dort aber ohne gültigen Versuch blieb. Im Jahr darauf belegte er dann bei den Juniorenweltmeisterschaften im kanadischen Moncton mit 5,30 m den vierten Platz und 2011 erreichte er bei den U23-Europameisterschaften in Ostrava mit 5,20 m Rang elf. Seinen ersten Start bei einem internationalen Großereignis in der Aktivenklasse absolvierte Sobera bei den Halleneuropameisterschaften 2013 in Göteborg. Dort belegte er mit übersprungenen 5,71 m den geteilten sechsten Platz. Im selben Jahr gewann er bei den U23-Europameisterschaften in Tampere mit 5,60 m die Silbermedaille hinter dem höhengleichen Russen Anton Iwakin. Er qualifizierte sich auch für die Weltmeisterschaften in Moskau, blieb dort aber in der Qualifikationsrunde ohne gültigen Versuch. 2014 erreichte er bei den Hallenweltmeisterschaften im heimischen Sopot mit 5,65 m den sechsten Rang und siegte bei den Polnischen Meisterschaften in Stettin. Im August qualifizierte er sich bei den Europameisterschaften in Zürich zwar souverän für das Finale, blieb dort jedoch ohne gültigen Versuch. Anfang 2015 erzielte Sobera beim ISTAF indoor Berlin mit 5,81 m eine neue persönliche Bestleistung. Wenige Wochen später bestätigte er diese Leistung mit einem Sprung über 5,80 m bei den Halleneuropameisterschaften in Prag, der ihm den vierten Platz einbrachte. Bei der Sommer-Universiade in Gwangju gewann er mit einer Höhe von 5,50 m die Bronzemedaille hinter dem Kasachen Nikita Filippow und Ilja Mudrow aus Russland. Anschließend erreichte er bei den Weltmeisterschaften in Peking das Finale, kam dort aber nicht über 5,50 m hinaus und belegte damit lediglich den 15. Platz. Bei den Hallenweltmeisterschaften 2016 in Portland erreichte Sobera wie bereits zwei Jahre zuvor in Sopot mit 5,65 m den sechsten Platz. Den bis dahin größten Erfolg seiner Karriere feierte er mit dem Titelgewinn bei den Europameisterschaften in Amsterdam. Bei widrigen Wetterbedingungen reichten ihm 5,60 m zum Sieg vor dem höhengleichen Tschechen Jan Kudlička, der einen Fehlversuch hatte, während Sobera die Höhe im ersten Anlauf nahm. Dabei profitierte er auch davon, dass der Favorit Renaud Lavillenie aus Frankreich dreimal an seiner Einstiegshöhe von 5,75 m scheiterte und somit ohne gültigen Versuch blieb. Anschließend nahm er an den Olympischen Spielen in Rio de Janeiro teil und verpasste dort mit 5,60 m knapp den Finaleinzug.
2017 bestritt er nur wenige Wettkämpfe und scheiterte oft an der von ihm gewählten Anfangshöhe, so auch bei den Studentenweltspielen in Taipeh. Im Jahr darauf startete er erneut bei den Europameisterschaften in Berlin, schied dort aber mit 5,36 m in der Qualifikation aus. Auch bei den Leichtathletik-Halleneuropameisterschaften 2019 in Glasgow verpasste er mit 5,50 m den Finaleinzug, wie auch bei den Weltmeisterschaften in Doha Ende September mit 5,60 m. 2021 klassierte er sich dann bei den Halleneuropameisterschaften im heimischen Toruń mit übersprungenen 5,50 m auf dem siebten Platz. Ende Juli startete er bei den Olympischen Spielen in Tokio, verpasste dort aber mit 5,65 m den Finaleinzug. 2022 schied er bei den Weltmeisterschaften in Eugene mit 5,50 m in der Qualifikationsrunde aus und anschließend verpasste er auch bei den Europameisterschaften in München mit derselben übersprungenen Höhe den Finaleinzug. Im Jahr darauf gelangte er bei den Weltmeisterschaften in Budapest mit 5,55 m im Finale auf den zwölften Platz. 2024 siegte er mit 5,72 m beim Memoriał Janusza Kusocińskiego und im Juni brachte er bei den Europameisterschaften in Rom in der Vorrunde keine Höhe zustande. Anschließend verpasste er bei den Olympischen Sommerspielen in Paris mit 5,60 m den Finaleinzug. Im Jahr darauf schied er bei den Halleneuropameisterschaften in Apeldoorn mit 5,45 m in der Qualifikationsrunde aus.
In den Jahren 2014 und 2023 wurde Sobera polnischer Meister im Freien sowie auch in der Halle.